# 傲璇
22°16′09″N 114°10′27″E / 22.2693°N 114.1742°E
傲璇，位於香港香港島 東半山司徒拔道53號，為太古地產於2012年落成的項目，由美國解構主義建築師法蘭克·蓋瑞設計，亦是他在亞洲首個的高尚住宅項目。傲璇總面積約32,500平方呎。大樓結構呈螺旋形，玻璃包圍的鋼柱包圍整座大樓。

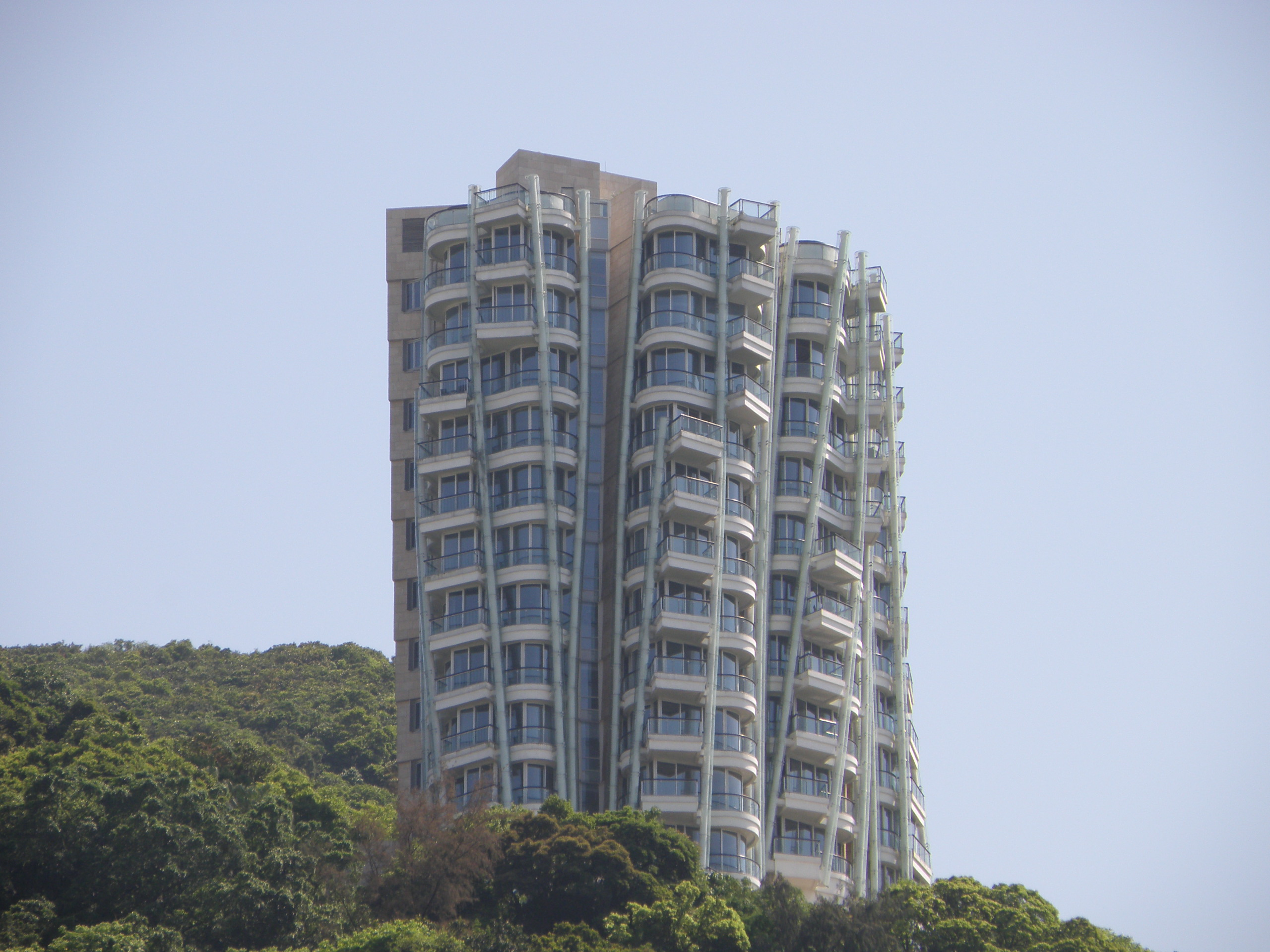
Opus Hong Kong 全貌

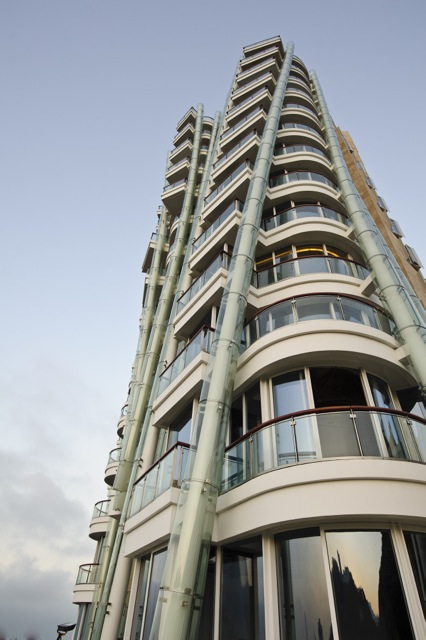
Opus Hong Kong 側面

傲璇有12個獨特單位，包括兩個複式花園連游泳池的空中別墅。面積由6,000平方呎起，設施有地下停車場、游泳池及健身室等 。項目除傳呎價高見港幣8萬元外，更盛傳每方呎管理費高達9元，以每伙達6,000方呎單位計算，每月管理費已達5.4萬元，勢成全港最昂貴管理費豪宅。

## 歷史
- 1940年代，太古集團購入該地段，前身為太古大班屋。
- 2010年，落實改建為住宅項目。
- 2012年4月正式落成。
- 2012年8月30日太古發展 Opus Hong Kong，公布項目已取中文名為「傲璇」，靈感源自美玉。
- 2015年11月17日，項目全數12伙已悉數售出，總套現額51.67億元。

## 各層成交紀錄

### 12樓
- 太古2015年11月17日證實以5.096億元售出12樓全層連17及18號車位，另連1,508方呎天台，按單位實用面積5,444平方呎計，呎價93,608元，登記買家為恒力投資控股董事局主席陳長偉。2025年3月以5.12億元連兩個車位獲「HARBOUR SKY GROUP LIMITED」承接，樓價10年間僅升值240萬元，扣除印花稅等使費後，實蝕2438萬元

### 11樓
- 太古2014年6月30日證實以4.3億元售出11樓全層連19及20號車位，按單位實用面積5,409平方呎計，呎價79,497元。登記買家為台灣廠家張彥緒太太何霖。[6]

### 10樓
- 太古2014年8月27日證實以4.513億元售出10樓全層連11及12號車位，按單位實用面積5,322平方呎計，呎價84,798元，登记買家為高雅洋行有限公司董事長何建重。

### 9樓
- 太古2012年11月14日證實獲東港投資有限公司以4.55億購入9樓全層連車位，按單位實用面積5,275平方呎計，呎價86,256元，登记買家為安天時酒庫主席、猶太人貝利文（Raymond Bera）。[6][7]

### 8樓
- 2012年8月錄得首宗買賣交易，一伙全層6,200方呎的單位，獲買家以高達4.7億元購入，呎價達75,802元，為全亞洲最高紀錄。[8]
- 太古2012年8月30日證實以4億3千萬元沽出8樓全層，按單位實用面積5,331平方呎計，呎價80,660元。以建築面積呎價計算則未能成為香港及全亞洲最高紀錄。[9]

### 7樓
- 太古2015年8月5日證實以4.15億元售出7樓全層連3及4號車位，按單位實用面積5,271平方呎計，呎價78,733元。登記買家為劉桂禎（Lau Kwai Ching Denise）及錢永勛（Chien David）。

### 6樓
- 太古2015年7月31日證實以4.3億元售出6樓全層連13及14號車位，按單位實用面積5,199平方呎計，呎價72,201元。登記買家為恒生（港交所：00011）副董事長兼行政總裁李慧敏。2014年6月以4.3億元、實呎79,497元出售给投資者「台灣張」張彥緒妻何霖（CHANG LING）

### 5樓
- 太古2015年8月27日證實以3.87億元售出5樓全層連5及6號車位，按單位實用面積5,154平方呎計，呎價75087元。登記買家為陳紅天。2023年由承做按揭的交通銀行委托德勤接管及放售。

### 3樓
- 太古2015年11月13日證實以3.871億元售出3樓全層連1及2號車位，按單位實用面積5,132平方呎計，呎價75,429元。登記買家為李紫丹。[10]

### 2樓
- 太古2015年5月27日證實以3.68638億元售出2樓全層連15及16號車位，按單位實用面積5,146平方呎計，呎價71636元。登記買家為陳彥略（Tandijono Holik）及李妙珠（Sam Ang Kanika）。

### 地下及1樓複式A
- 2012年8月，錄得首宗租務成交，位於地下花園A室複式單位，月租達85萬元，呎租約140元水平，一年租金開支達1,020萬元。[11]
- 太古2015年6月7日證實以4.979億元售出地下及1樓複式A室連9及10號車位，另連3,245平方呎花園，按單位面積5,188平方呎計，呎價95,971元。登記買家為 Lead Connection Limited，公司董事為丹麥籍人士王沛德（Warburg Allan）。

### 地下及1樓複式B
- 太古2015年6月30日證實以4.596億元售出地下及1樓複式B室連21及22號車位，另連3,520平方呎花園，按單位面積4,819平方呎計，呎價95,372元，登記買家為劉益謙太太王薇及兒子劉天超。[12]

## 圖片庫

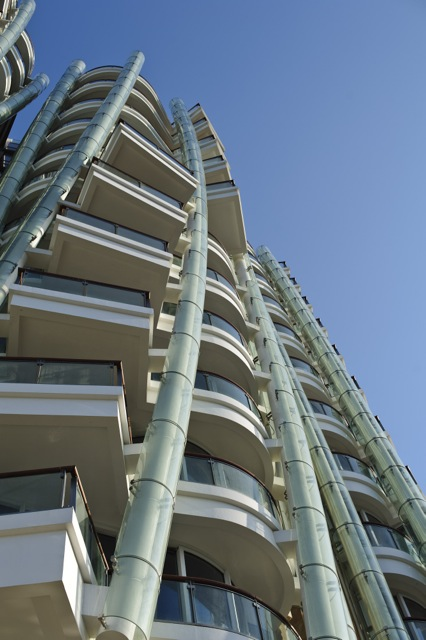
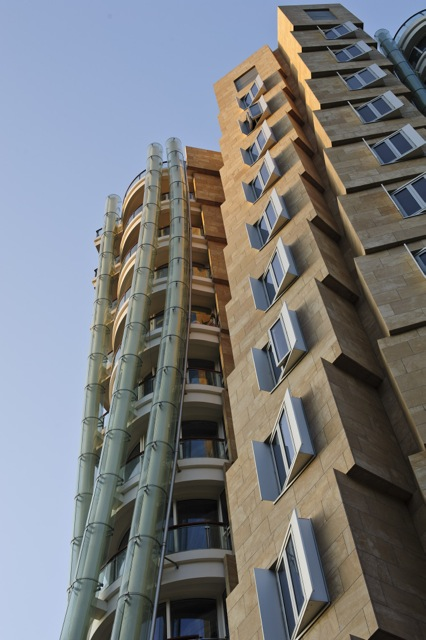

## 外部連結
- Opus Hong Kong 官方網頁 （页面存档备份，存于）